# Russ Columbo
Russ Columbo (Camden, 14 gennaio 1908 – Los Angeles, 2 settembre 1934) è stato un cantante, violinista e attore statunitense conosciuto soprattutto per la canzone You Call It Madness, But I Call It Love, per le composizioni Prisoner of Love e Too Beautiful For Words.

## Gli inizi
Il suo vero nome era Ruggiero Eugenio di Rodolfo Colombo, originario di Camden nel New Jersey. Era il dodicesimo figlio di  Nicola e Giulia Colombo, una coppia di immigrati italiani. Iniziò a suonare il violino molto giovane, debuttando professionalmente all'età di 13 anni.
A 17 anni prese a viaggiare per il Paese con diversi gruppi musicali, cantando e suonando il violino in diversi club notturni.

## Cinema
Nel 1928, a 20 anni d'età, Columbo iniziò a lavorare nel mondo del cinema, ottenendo un modesto successo; non si dedicò approfonditamente all'attività cinematografica, poiché aveva altri interessi in campo musicale. Alcune pellicole in cui compare sono Woman to Woman (con Betty Compton), Wolf Song (con Lupe Vélez), The Texan (con Gary Cooper), e Broadway Thru a Keyhole. Al momento della sua morte, Columbo stava terminando il lavoro nel film Wake Up and Dream.

## Cantante e compositore
Columbo ha registrato sette temi musicali suonando nella sezione degli strumenti ad arco dell'orchestra di Arnheim. Sei di loro sono stati prodotti dalla Okeh Records e uno dalla Victor Records (A Peach Of Pair, il 18 giugno 1930, pochi mesi prima che Bing Crosby si unisse al gruppo accanto agli altri due componenti del trio "The Rhythm Boys", Al Rinker e Harry Barris).
Columbo diresse per un periodo il nightclub The Club Pyramid, lasciando la direzione quando il suo agente lo convinse del suo potenziale come stella dello spettacolo.
Nel 1931 si trasferì a New York con il suo agente e compositore Con Conrad. Conrad aveva ottenuto un piccolo spazio radiofonico notturno alla NBC, occupazione grazie alla quale arrivarono nuove proposte di lavoro, tra cui un importante contratto di registrazione con l'etichetta RCA Records. Lo show notturno gli diede anche molta popolarità tra il pubblico femminile.
Non molto dopo il suo arrivo a New York, Columbo conobbe l'attrice Dorothy Dell in una prova degli spettacoli Ziegfeld Follies, iniziando con lei una relazione. Conrad però voleva rompere questa relazione fra i due, e ci riuscì ideando e rendendo pubblici una serie di flirt falsi del cantante con attrici come Greta Garbo e Pola Negri.
Anche se non gli piaceva questa etichetta, per il suo stile di cantante simile a Rudy Vallee e a Bing Crosby, Columbo veniva considerato un crooner. Tra le sue composizioni di maggior successo si ricordano Prisoner of Love, You Call It Madness (But I Call It Love), Too Beautiful For Words (registrata dalla Teddy Joyce Orchestra nel 1935), When You're in Love, My Love, Let's Pretend There's a Moon (registrata da Fats Waller e Tab Hunter) e Hello Sister.
In particolare, la canzone Prisoner of Love è stata poi ripresa in varie versioni da artisti come Frank Sinatra, Jo Stafford, Art Tatum, Perry Como (che raggiunse il primo posto nelle classifiche proprio con questa interpretazione), The Ink Spots, Mildred Bailey, Teddy Wilson con Lena Horne come cantante, Bing Crosby, Billy Eckstine e James Brown.

## Morte
Il 2 settembre 1934 Columbo rimase vittima di uno sparo accidentale mentre si trovava in visita nella casa del fotografo Lansing Brown, Jr., suo vecchio amico. Brown aveva una collezione di armi di fuoco e, mentre esaminava una di queste, partì un colpo; il proiettile rimbalzò su un tavolo e ferì Columbo sopra l'occhio sinistro. I chirurghi dell'ospedale Good Samaritan di Los Angeles cercarono di estrarre il proiettile del cervello, invano: Columbo morì sei ore dopo l'incidente.
La morte venne considerata accidentale, e Brown fu prosciolto dalle accuse di omicidio. Al funerale parteciparono numerose personalità di Hollywood, tra cui Bing Crosby e Carole Lombard, che aveva una relazione sentimentale con lui.
Russ Columbo è sepolto nel cimitero Forest Lawn Memorial Park di Glendale, in California.